# Lukrecja (postać legendarna)
Lukrecja (łac. Lucretia) – legendarna postać z VI wieku p.n.e.
Była córką rzymskiego patrycjusza Spuriusza Lukrecjusza Tricipitina i żoną Lucjusza Tarkwiniusza Kollatyna, kuzyna króla Tarkwiniusza Pysznego. Pod nieobecność męża została zgwałcona przez syna Tarkwiniusza Pysznego, Sekstusa Tarkwiniusza. Nie mogła znieść hańby i popełniła samobójstwo, wcześniej opowiedziawszy wszystko Kollatynowi. Według legendy jej krzywda miała stać się bezpośrednią przyczyną wybuchu powstania pod wodzą Brutusa, które doprowadziło w 509 p.n.e. do obalenia monarchii i powołania republiki. Pierwszymi konsulami republiki zostali właśnie Brutus i Kollatyn.
Na historii Lukrecji oparte jest libretto opery Gwałt na Lukrecji Benjamina Brittena, a także poemat Szekspira pod tym samym tytułem.